# Mammillaria saboae
Mammillaria saboae là một loài thực vật có hoa trong họ Cactaceae. Loài này được Glass mô tả khoa học đầu tiên năm 1966.

## Hình ảnh

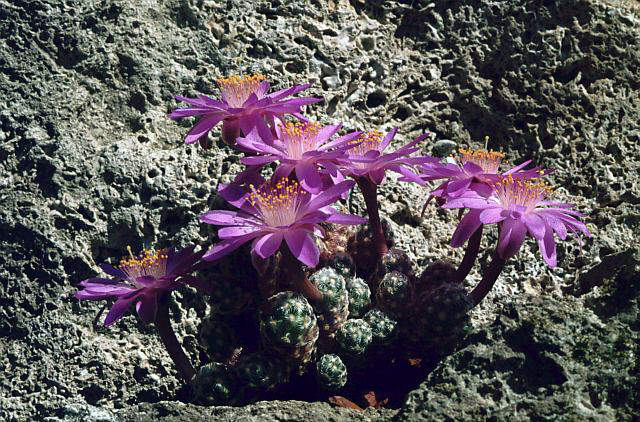
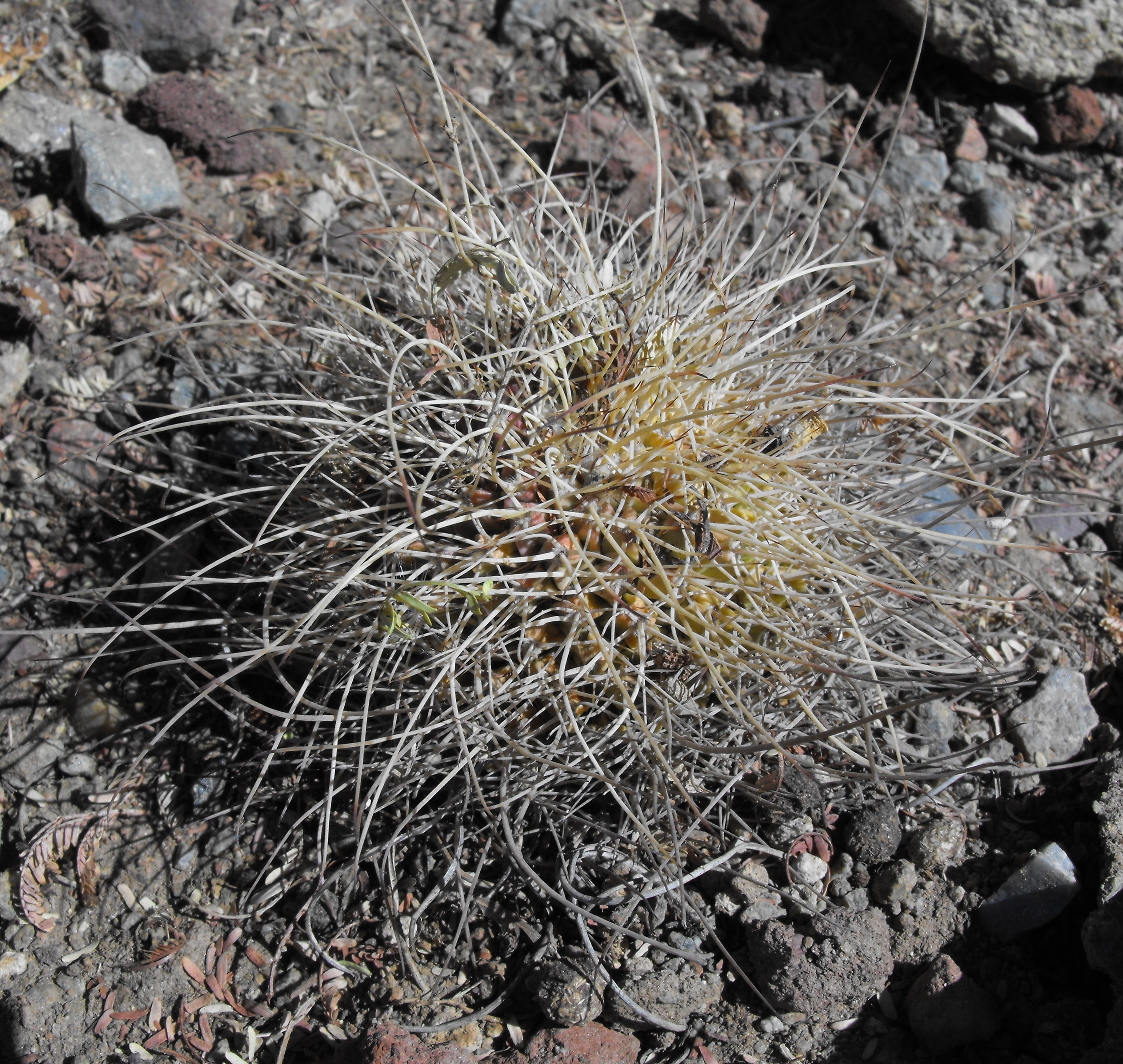